# Anomobryum humillimum
Anomobryum humillimum är en bladmossart som beskrevs av Brotherus 1903. Anomobryum humillimum ingår i släktet Anomobryum och familjen Bryaceae. Inga underarter finns listade i Catalogue of Life.